# Boe
Boe este un district din Nauru cu aproximativ 950 locuitori și o suprafață de 0,5 km². Este cel mai mic district din Nauru.